# Stenocalama
Stenocalama és un gènere d'arnes de la família Crambidae descrit per George Hampson el 1919. La seva única espècie, Stenocalama ochrotis, descrita pel mateix autor en el mateix any, es troba a Uganda.